# Wir beide liebten Katharina
Wir beide liebten Katharina ist ein deutscher Liebesfilm aus dem Jahre 1945. Unter der Regie von Arthur Maria Rabenalt spielte Angelika Hauff die Titelrolle. Der Film, der (mit „Katharina“ / „Katherina“ nicht nur namentliche) Anleihen bei William Shakespeares Der Widerspenstigen Zähmung kaum verhehlen kann, blieb unvollendet.

## Handlung
Simon arbeitet als Schiffer auf dem Main. Längst hat er sich in Katharina verliebt, die Enkelin des alten Schiffers Kaspar, und möchte sie gern heiraten. Obwohl erst 18 Jahre jung, handelt es sich bei ihr um eine selbstbewusste Frau, die bereits ein Schifferpatent besitzt und einen eigenen Kahn steuert. Zwar erwidert sie Simons Gefühle, doch hat sie Probleme mit seiner allzu forschen und Überlegenheit demonstrierenden Art. Zwischen den beiden jungen Leuten kommt es daher rasch zu einer Art Dauerrivalität. Bei einem dieser Wettbewerbe gewinnt Katharina, als sie ihren Kahn vor dem Simons unter eine Mainbrücke durchsteuern kann. Dabei geschieht ihr allerdings ein Missgeschick: sie läuft auf eine Sandbank. Andreas und Martin, zwei 16 Jahre junge Kerle, haben das Wettrennen beobachtet und helfen der unwesentlich älteren Flussschifferin, ihren Kahn wieder flottzumachen. Die Knirpse scheinen ein Auge auf die hübsche Frau geworfen zu haben und beschließen, sie daheim in Würzburg zu besuchen.
Derweil hat Simon sich mit Kaspars Hilfe als Steuermann auf Katharinas Kahn anheuern lassen, um der jungen Frau näher zu kommen. Dem alten Mann ist dies nur recht, würde er doch seine Enkelin und den selbstbewussten Flussschiffer gern als Paar sehen. Simon auf Katharinas Schiff – das kann nicht gut gehen und geht auch nicht gut. Das ist mindestens ein Ego zu viel. Simon spottet ausgiebig über Katharina, woraufhin sie eines Tages wütend davonläuft. In Würzburg trifft sie auf Andreas und Martin und schüttet den Halbwüchsigen ihr Herz aus. Dann erfährt sie jedoch, dass Simon in ein Krankenhaus eingeliefert worden ist und will ihn heimlich besuchen. Der jedoch scheint putzmunter, bandelt er doch bereits mit der Tochter seines Paten an. Katharina ist ebenso eifersüchtig wie wütend und fährt daraufhin zur Weinlese nach Frickenhausen, wo sie sich mit Martin und Andreas verabredet hat.
Doch Simon, der Katharina durch seinen Flirt mit dem Mädchen lediglich erneut triezen wollte, ist ihr mit einem Motorboot gefolgt und fängt Katharina kurz vor Erreichen des Weinortes ab. Dort kommt es zu einer heftigen Auseinandersetzung, Handgreiflichkeiten inklusive. Die Balgerei endet darin, dass sich Katharina von Simon losreist und pitschnass auf dem Weinlesefest mit den beiden 16-Jährigen herumknutscht. Das wiederum führt zu einer Eifersuchtsattacke beider Freunde, die nun mit einem Messer aufeinander losgehen wollen. Als Simon eintrifft, kann er jedoch das Schlimmste verhindern und trennt die beiden verliebten Einfaltspinsel – weiß er doch längst, dass Katharinas Aktionen lediglich Ersatzhandlungen waren. Endlich hat er die Widerspenstige gezähmt, die in seine Arme sinkt und ihm nun auch das Steuer ihres Kahns überlässt. Wehmütig sehen Martin und Andreas anderntags den beiden nach, wie deren Schiff dem Flusshorizont entgegensteuert.

## Produktionsnotizen
Die Dreharbeiten zu Wir beide liebten Katharina begannen am 28. August 1944 und fanden hauptsächlich in der Babelsberg Ufa-Stadt, so der Name der Filmstudios nahe Neubabelsberg zu der Zeit, statt. Außenaufnahmen in Würzburg begannen am 10. September 1944, wie es die beteiligte Schauspielerin Maria Milde in ihrem Buch Berlin Glienicker Brücke – Babelsberger Notizen schildert. Bis zum 26. November 1944 waren die Außenaufnahmen in Mainfranken beendet. Anfang März 1945, so sah es die Planung vor, sollte der gesamte Film abgedreht sein. Die Ablieferung von Wir beide liebten Katharina war für den 15. Juni 1945 vorgesehen. Bei Ende des Zweiten Weltkriegs war der Film zu rund 75 Prozent abgedreht.
Die Entwürfe der Bauten stammen von Ernst H. Albrecht, Herstellungsgruppenleiter Walter Tost übernahm auch die Produktions- und Herstellungsleitung.
Wir beide liebten Katharina war einer der letzten in Deutschland vor Kriegsende gedrehten Farbfilme (Agfacolor). Von dem Filmmaterial sind lediglich zwei Rollen Bild und zwei Rollen Ton vorhanden.
Der Film zeigt einige der letzten Aufnahmen der bis dahin unzerstörten Stadt Würzburg, die am 16. März Opfer eines schweren Bombenangriffs britischer RAF-Kampfverbände wurde. Die nahezu zeitgleich vor Ort in Würzburg arbeitenden Drehteams der Ufa (Kamerad Hedwig) und der Terra waren in ein und demselben Hotel untergebracht.

## Kritik
Da der Film keine Aufführung erlebte, existieren auch keine Kritiken.